# هنتر كوربيت
هنتر كوربيت (بالإنجليزية: Hunter Corbett)‏ هو مبشر أمريكي، ولد في 8 ديسمبر 1835 في بنسيلفانيا في الولايات المتحدة، وتوفي في 7 يناير 1920 في يانتاى في الصين.